# Eriopyga eccarsia
Eriopyga eccarsia är en fjärilsart som beskrevs av Dyar 1914. Eriopyga eccarsia ingår i släktet Eriopyga och familjen nattflyn. Inga underarter finns listade i Catalogue of Life.